# Фізика низьких температур
Фізика низьких температур — розділ фізики, що займається вивченням фізичних властивостей систем, які знаходяться при низьких температурах. Зокрема, цей розділ розглядає такі явища, як надпровідність і надплинність. Фізика низьких температур вивчає фізичні процеси, що протікають за дуже низьких температур, аж до абсолютного нуля, займається вивченням властивостей матеріалів за цих низьких і наднизьких температур, і таким чином пов'язана з багатьма галузями науки і техніки.

## Методи отримання низьких температур

### Випаровування рідин
Для отримання і підтримки низьких температур зазвичай використовують зріджені гази. У посудині Дьюара, яка містить зріджений газ, що випаровується за атмосферного тиску, досить добре підтримується постійна температура нормального кипіння холодоагенту. Найчастіше використовувані холодоагенти — рідкий азот і рідкий гелій. Раніше використовувалися зріджені водень і кисень, які зараз використовуються досить рідко через підвищену вибухонебезпечність випарів. Разом з тим азот і гелій практично інертні і небезпеку становить тільки різке розширення при переході з рідкого в газоподібний стан.
Знижуючи тиск над вільною поверхнею рідини можна отримати температуру, нижчу від нормальної точки кипіння цієї рідини. Наприклад, відкачуванням пари азоту можна отримати температуру до температури потрійної точки 63 K, відкачуванням пари водню (над твердою фазою) можна отримати температуру 10 K, відкачуванням пари гелію можна отримати (при дуже хороших умовах проведення експерименту) температуру близько 0,7 K.

### Дроселювання
Під час протікання через звуження прохідного каналу трубопроводу — дросель, або через пористу перегородку відбувається зниження тиску газу або пари разом зі зниженням його температури. Ефект дроселювання використовується головним чином для глибокого охолодження і зрідження газів.
Зміна температури за малої зміни тиску внаслідок ефекту Джоуля-Томсона визначається похідною {\displaystyle \mu _{JT}=\left({\frac {\partial T}{\partial P}}\right)_{H}}, званою коефіцієнтом Джоуля-Томсона.

### Розширення з виконанням зовнішньої роботи
Можна охолоджувати газ, використовуючи детандер — пристрій для додаткового охолодження газу шляхом його випуску під тиском у циліндр з поршнем, який переміщається із зусиллям. При цьому газ здійснює роботу і охолоджується. Використовується в циклі отримання рідкого гелію.
Якщо замість поршня використовувати турбіну — вийде турбодетандер, принцип дії якого аналогічний.

### Адіабатне розмагнічування
Метод заснований на ефекті виділення теплоти з парамагнітних солей під час їх намагнічування і подальшого поглинання теплоти під час їх розмагнічування. Це дозволяє отримувати температури аж до 0,001 K. Для отримання дуже низьких температур найбільше підходять солі з малою концентрацією парамагнітних іонів, тобто солі, в яких сусідні парамагнітні іони відокремлені один від одного немагнітними атомами.

### Ефект Пельтьє
Ефект Пельтьє використовують у термоелектричних охолоджувальних пристроях. Він заснований на зниженні температури спаїв напівпровідників під час проходження через них постійного електричного струму. Кількість виділеної теплоти та її знак залежать від виду речовин, що контактують, сили струму і часу проходження струму, тобто кількість теплоти, що виділяється, пропорційна заряду, що пройшов через контакт.

### Кріостат розчинення

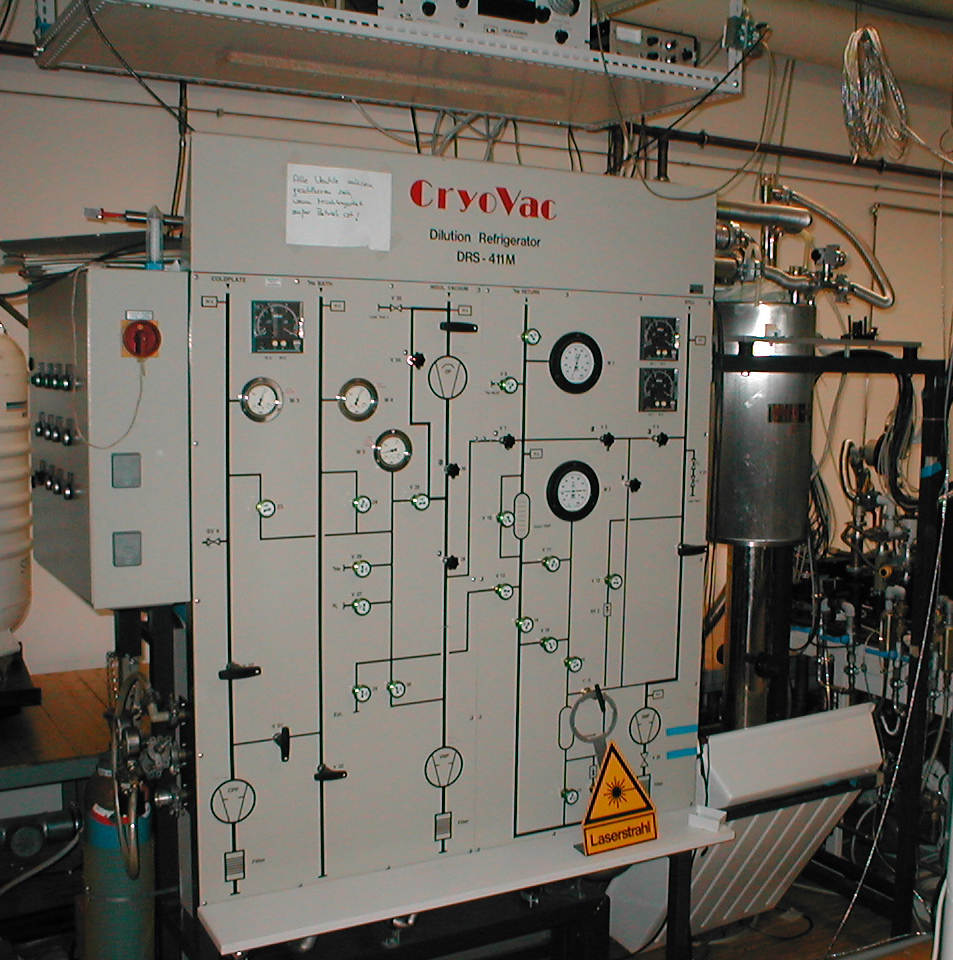
Рефрижератор розчинення

У процесі охолодження використовується суміш двох ізотопів гелію: 3He і 4He. Під час охолодження нижче 700 мК, суміш зазнає мимовільного розділення фаз, утворюючи фази багату на 3He і багату на 4He. Суміш 3He/4He зріджується в конденсаторі, приєднаному через дросель до частини змішувальної камери, багатої на 3He. Атоми 3He, проходячи через межу розділення фаз, відбирають енергію у системи. Кріостати розчинення з безперервним циклом зазвичай використовуються в низькотемпературних фізичних експериментах.

## Вимірювання низьких температур
Первинним термометричним приладом для вимірювання термодинамічної температури аж до 1 К служить газовий термометр. Використовуються термометри опору (платиновий — для прецизійних вимірювань, мідний, вугільний).
Як вторинні термометри можуть використовуватися термопари, напівпровідникові діоди — однак вони вимагають градуювання. Аналогом термометрії за тиском насиченої пари в області наднизьких температур є вимірювання температури в діапазоні 30-100 мК за осмотичним тиском ³He в суміші ³He — 4He.

## Історія фізики низьких температур
Основні етапи розвитку фізики низьких температур були пов'язані зі скрапленням газів, які дозволяли проводити вимірювання за температури, рівної температурі кипіння.
- 1852 року Джеймс Джоуль і Вільям Томсон виявили ефект Джоуля — Томсона.
- 1883 року Сигізмунд Врублевський і Кароль Ольшевський вперше отримали рідкий кисень і рідкий азот у вимірних кількостях.
- 1898 року Джеймсом Дьюаром отримано близько 20 см3 рідкого водню.
- 1908 року Хейке Камерлінг-Оннес зумів отримати 60 см3 рідкого гелію. Низьких температур, необхідних для конденсації гелію, було досягнуто за адіабатичного дроселювання водню.
- 1913 року за одержання рідкого гелію Хейке Камерлінг-Оннес був відзначений Нобелівською премією з фізики.
- 1925 року Альберт Ейнштейн теоретично передбачив існування конденсату Бозе — Ейнштейна як наслідок із законів квантової механіки на основі робіт Шатьєндраната Бозе.
- 1926 року Віллем Гендрик Кеєзом[ru] зміг отримати 1 см3 твердого гелію, використовуючи не тільки низьку температуру, але й підвищений тиск.
- 1930 року[2] Віллем Гендрик Кеезом виявляє наявність фазового переходу в рідкому гелії за температури 2,17 К і тиску насиченої пари 0,005 МПа. Називає фазу, стійку вище від 2,17 K гелієм-I, і фазу, стійку нижче від 2,17 K гелієм-II. Також спостерігає пов'язані з цим аномалії в теплопровідності (навіть називає гелій-II «надтеплопровідним»), теплоємності, плинності гелію.
- 1938 року П. Л. Капиця відкрив надплинність гелію-II.
- 1941 року квантово-механічне пояснення явища надплинності було дано Л. Д. Ландау.
- 1948 року вперше вдалося зрідити і гелій-3.[кому?]
- 1962 року Л. Ландау отримав Нобелівську премію з фізики.
- 1972 року в рідкому 3He було також виявлено фазовий перехід у надплинний стан. Пізніше було експериментально показано, що нижче 2,6 мК і за тиску 34 атм 3He дійсно стає надплинним.
- 1978 року за відкриття явища надплинності Нобелівську премію з фізики отримали Петро Капиця, Арно Аллан Пензіас і Роберт Вудро Вільсон.
- 1995 року Еріком Корнеллом і Карлом Віманом вперше було отримано конденсат Бозе — Ейнштейна. Вчені використовували газ з атомів рубідію, охолоджений до 170 нК.
- 1996 року за відкриття надплинності гелію-3 Дугласу Ошерову, Роберту Річардсону і Девіду Лі було присуджено Нобелівську премію з фізики.
- 2001 року за отримання конденсату Бозе — Ейнштейна Еріку Корнеллу, Карлу Віману спільно з Вольфгангом Кеттерле було присуджено Нобелівську премію з фізики.
- 2003 року Нобелівською премією з фізики відзначено Олексія Абрикосова, Віталія Гінзбурга і Ентоні Легетта, зокрема й за створення теорії надплинності рідкого гелію-3.
- 2004 року було оголошено про відкриття надплинності твердого гелію. Цю заяву було зроблено на підставі ефекту несподіваного зменшення моменту інерції крутильного маятника з твердим гелієм. Проте в наступні роки результати незалежних експериментів, не могли підтвердити цього відкриття. Ситуація з надплинністю твердого гелію залишалася неясною до 2012 року, коли було показано, що інтерпретація виявленого ефекту як переходу твердого гелію в надплинний стан була помилковою.

## Спеціальність ВАК
«Фізика низьких температур» (шифр спеціальності 01.04.09) — галузь фундаментальної науки, що вивчає фізичні явища і стани речовини, характерні для температур, близьких до абсолютного нуля. Включає теоретичні та експериментальні дослідження структури і властивостей речовини в чистому квантовому стані та фізичної природи й характеристик різних елементарних збуджень, а також квантових кооперативних явищ, таких як надплиність, надпровідність, бозе-конденсація, магнітне, зарядове і інші типи впорядкування. Паспорт спеціальності ВАК «Фізика низьких температур» передбачає такі галузі дослідження:
- Кінетичні та рівноважні властивості металів і сплавів при низьких температурах.
- Низькотемпературні фазові переходи, зокрема надпровідність і надплинність.
- Низькотемпературні квантові ефекти в напівпровідниках і діелектриках.
- Низькотемпературний магнетизм.
- Властивості квантових газів і квантових рідин.
- Властивості квантових кристалів і кріокристалів.
- Властивості невпорядкованих систем при низьких температурах.
- Фізичні засади, методи одержання та вимірювання низьких і наднизьких температур.

## Наукові журнали
- «Фізика низьких температур» Фізико-технічного інституту низьких температур ім. Б. І. Вєркіна НАН України[4]